# Holger Rune
Runa Holger Vitus Nødskov (Dinamarquês: [ˈhʌlˀkɐ ˈviːtsʰus ˈnøðˌskʌwˀ ˈʁuːnə]), nascido em Gentofte em 29 de abril de 2003, é um tenista profissional dinamarquês. É o número 8 do ranking mundial em simples. Holger alcançou o posto de nº 4 do mundo em simples pela ATP, posição que alcançou pela primeira vez em 21 de agosto de 2023, tornando-o o tenista dinamarquês com a melhor classificação no ranking de simples, sendo atualmente o tenista nº 1 de seu país.
 Holger Rune venceu seu primeiro torneio Masters 1000 com apenas 19 anos, o Masters de Paris em 2022. Vice-campeão do Masters de Monte-Carlo 2023 e do Aberto de Roma 2023. Chegou nas QF de Roland Garros por 2 anos consecutivos 2022/2023 e alcançou as QF de Wimbledon 2023.
Contratou Boris Becker, lendário ex-tenista alemão, como seu treinador em outubro de 2023. No entanto, a parceria não durou muito tempo, com Becker anunciando sua saída em fevereiro de 2024, alegando responsabilidades profissionais e particulares. Segundo o site Eurosport, Becker disse que não podia dar a Rune o que ele precisava devido a esses compromissos. 

## Vida pregressa
Rune nasceu em 29 de abril de 2003 em Gentofte, Dinamarca, filho de Aneke Rune e Anders Nødskov. Ele tem uma irmã chamada Alma. Começou a jogar tênis aos 6 anos porque sua irmã jogava e ele começou a levar o esporte a sério. Ao longo de sua infância, ele foi treinado por Lars Christensen, que ainda continua sendo seu treinador principal e, junto com sua mãe, é considerado sua maior inspiração. Seus ídolos enquanto crescia eram os tenistas Rafael Nadal e Roger Federer .

## Carreira júnior
Em 2014, ele se tornou campeão sub-12 dinamarquês em duplas mistas com Clara Tauson.
Começou a treinar na Mouratoglou Academy em 2016.
Em 2017, ele venceu o campeonato europeu de simples sub-14.
Aos 15 anos, ele se tornou o mais jovem campeão individual masculino dinamarquês ao vencer o torneio interno de 2019.
Em 8 de junho de 2019, Rune derrotou Toby Kodat para ganhar o título de simples masculino do Aberto da França de 2019.
Holger recebeu um "wildcard" e venceu uma partida no Blois ATP Challenger 2019 em junho. Na época, ele tinha 16 anos, 1 mês e 18 dias. Holger também competiu no Amersfoort Challenger de 2019 em julho, onde conquistou sua segunda vitória no ATP Challenger.
Em 28 de outubro de 2019, ele alcançou o ranking de juniores da ITF como nº 1 do mundo depois de derrotar Harold Mayot para vencer a "ITF Junior Finals".
Rune serviu como parceiro de treino nas ATP Finals de 2019.

## Carreira profissional
Rune ganhou três títulos de simples do ATP Tour, incluindo um título Masters 1000 no Paris Masters de 2022, e obteve seu melhor desempenho no Grand Slam no Aberto da França de 2022 ao chegar às quartas de final em sua estreia na chave principal do torneio. Como júnior, Rune foi classificado como o número 1 do mundo e ganhou dez títulos no ITF Junior Circuit, incluindo o título masculino do Aberto da França de 2019. Depois de se profissionalizar em 2020, ele conquistou cinco títulos no ITF World Tennis Tour e cinco no ATP Challenger Tour e fez sua estreia no top 100 em 2022. Três meses depois, Rune alcançou sua primeira final do ATP Tour no Bavarian International Tennis Championships de 2022, onde conquistou seu primeiro título e posteriormente entrou no top 50. Ao vencer o Masters de Paris no final daquele ano, Rune fez sua estreia no top 10 e se tornou o primeiro jogador registrado (desde que o ATP Rankings começou em 1973) a vencer cinco oponentes top-10 no mesmo evento (fora do ATP Finals).

### 2020: Primeiro título da ITF, estreia no Top 500
Rune se tornou profissional oficialmente em 2020 aos 16 anos.
No Auckland Open 2020, Rune recebeu um curinga no empate de qualificação, mas perdeu para Vasek Pospisil em dois sets.
Em julho de 2020, Holger se tornou o jogador mais jovem a disputar o Ultimate Tennis Showdown (UTS), onde foi derrotado pelo jogador francês Corentin Moutet .
Em setembro de 2020, Rune conquistou seu primeiro título da ITF em um evento M25 na Suíça . Ele faria mais três finais da ITF até o final de 2020, vencendo duas das três.
Em outubro de 2020, Rune recebeu um wildcard para o ATP Challenger 80 em Puente Romano em Marbella, AnyTech365 Marbella Tennis Open. Ele perdeu por 1-2 (6-1,4-6,4-6) na primeira rodada para Elliot Benchetrit.
Ele alcançou sua terceira final no Aberto de Estocolmo de 2022 ao derrotar o quinto cabeça-de-chave Alex de Minaur . Como resultado, ele alcançou o top 25 no ranking em 24 de outubro de 2022. Ele conquistou seu segundo título derrotando o cabeça-de-chave Stefanos Tsitsipas na final. Na semana seguinte, no torneio seguinte em Basel, ele venceu novamente Alex de Minaur, sétimo cabeça-de-chave, na primeira rodada. Ele chegou à final derrotando dois franceses Ugo Humbert e Arthur Rinderknech, e o sexto cabeça-de-chave Roberto Bautista Agut nas semifinais. Como resultado, ele fez sua estreia entre os 20 primeiros no ranking em 18º lugar em 31 de outubro de 2022. Ele se tornou apenas o quarto homem nascido nos anos 2000 a chegar ao Top 20 no ranking da ATP.
Ele salvou três match points em sua partida de abertura contra Wawrinka em sua estreia no Rolex Paris Masters de 2022 . Ele então derrotou quatro jogadores do top 10 consecutivos: 10º seed Hubert Hurkacz, nº 9 do mundo e 7º seed Andrey Rublev, nº 1 do mundo Carlos Alcaraz, e nº 8 do mundo Félix Auger-Aliassime, para alcançar seu primeiro Masters 1000 e a quarta final consecutiva. Foi sua 18ª vitória no torneio em 20 partidas. Ele derrotou o 6º cabeça-de-chave e atual campeão mundial nº 7, Novak Djokovic, sua quinta vitória consecutiva entre os 10 primeiros, para ganhar seu primeiro título Masters 1000, o campeão mais jovem em Paris desde Boris Becker em 1986. Ele se tornou o primeiro homem a derrotar cinco oponentes do top 10 no mesmo evento (excluindo as finais da ATP). Como resultado, ele passou para o top 10 no ranking em 7 de novembro de 2022. Ele também subiu uma posição como primeiro suplente para as Finais ATP de 2022 . No mesmo dia, em 6 de novembro, ele se retirou do 2022 Next Generation ATP Finals .